# Erechthias cirrhogramma
Erechthias cirrhogramma är en fjärilsart som beskrevs av Clarke 1971. Erechthias cirrhogramma ingår i släktet Erechthias och familjen äkta malar. Inga underarter finns listade i Catalogue of Life.